# Walter Block (Widerstandskämpfer)
Walter Block (* 4. Dezember 1903 in Malchin; † 3. Mai 1945 in der Lübecker Bucht) war ein deutscher Kommunist und Antifaschist.
Der Schachtmeister Walter Block war seit seiner Jugend Mitglied der KPD. Am 26. Mai 1939 wurde er wegen seiner Teilnahme am antifaschistischen Widerstandskampf in Mecklenburg verhaftet und ins KZ Sachsenhausen gebracht. Von dort wurde er später in das Außenlager KZ Neuengamme verlegt, welches im April 1945 evakuiert wurde. Er gehörte zu den Tausenden von KZ-Häftlingen, die sich am 3. Mai 1945 an Bord der Cap Arcona befanden. Das Schiff wurde an diesem Tage von Jagdbombern der britischen Luftwaffe bei einer Angriffswelle auf deutsche Schiffe in der Lübecker Bucht versenkt. Die meisten der etwa 6.000 Häftlinge fanden dabei den Tod.
In seinem Heimatort Malchin trägt die im Süden der Stadt gelegene Sportanlage des FSV 1919 seinen Namen. Außerdem ist die Walter-Block-Straße im gleichen Ort nach ihm benannt.